# (12795) 1995 VA2
(12795) 1995 VA2 es un asteroide perteneciente al cinturón de asteroides, descubierto el 11 de noviembre de 1995 por el equipo del Beijing Schmidt CCD Asteroid Program desde la Estación Xinglong, Hebei, China.

## Designación y nombre
Designado provisionalmente como 1995 VA2.

## Características orbitales
1995 VA2 está situado a una distancia media del Sol de 2,553 ua, pudiendo alejarse hasta 2,698 ua y acercarse hasta 2,407 ua. Su excentricidad es 0,057 y la inclinación orbital 10,109 grados. Emplea 1489,77 días en completar una órbita alrededor del Sol.

## Características físicas
La magnitud absoluta de 1995 VA2 es 14,19. Tiene 8,662 km de diámetro y su albedo se estima en 0,078.